# André-Marty-Bataillon

Flagge der Interbrigaden

Das André-Marty-Bataillon war ein weitgehend französisch-belgisches Bataillon der Internationalen Brigaden im Spanischen Bürgerkrieg. Es wurde zu Beginn des spanischen Bürgerkrieges auch nur als Bataillon Franco-Belge bezeichnet. Das André-Marty-Bataillon wurde bei der Schlacht am Jarama bei der Verteidigung der Brücke El puente del Pindoque gänzlich aufgerieben. Das Bataillon wurde nach dem Franzosen André Marty benannt. Das Bataillon wurde auch zu Beginn des Spanischen Bürgerkrieges bei der Schlacht um Madrid von dem Fotojournalisten Endre Friedmann (Pseudonym Robert Capa) erwähnt.

## Geschichte

### Schlacht um Madrid
Am 9. November 1936 wurde die XII. Internationale Brigade mit dem André-Marty-Bataillon, dem Garibaldi-Bataillon und dem Thälmann-Bataillon von Albacete, dem Hauptquartier der Internationalen Brigaden, nach Madrid beordert. Der Kommandeur der XII. Internationalen Brigade war Máté Zalka, besser bekannt als General Lukacz. Zum politischen Kommissar wurde Luigi Longo ernannt. Das Bataillon erhielt die Bezeichnung No 6.
Die XII. Internationale Brigade erreichte ungefähr zur gleichen Zeit mit den ersten anarchistischen CNT-Milizeinheiten von Buenaventura Durruti Madrid. Ab dem 12. November 1937 nahm die XII. Internationale Brigade mit dem André-Marty-Bataillon Aufstellung beim Engelshügel (Cerro de los Ángeles / Cerro rojo) im Südwesten von Madrid und kämpfte ab dem 13. November in der Schlacht am Cerro de los Ángeles, in der die XII. Internationale Brigade in schwere und verlustreiche Kämpfe verwickelt war.
Im Dezember 1936 versuchten die Truppen von Franco die Straße nach A Coruña im Nordosten von Madrid abzuschneiden, um die Stadt weiter einzukreisen. Die nationalistische Offensive begann am 3. Dezember und wurde am 13. Dezember intensiviert. Nach der Einnahme von Boadilla del Monte am 14. Dezember wurden die beiden Internationalen Brigaden in den Kampf geworfen. Nach der Einnahme von Boadilla del Monte und Villanueva de la Cañada beendeten die Nationalisten die Offensive.

### Schlacht am Jarama
Zu Beginn der Schlacht am Jarama bezog am 7. Februar 1937 die XII. Internationale Brigade mit dem André-Marty-Bataillon, dem Dąbrowski-Bataillon und dem Garibaldi-Bataillon Stellungen am Fluss Jarama. Ein zentrales Ziel der nationalistischen Truppen war es, in diesem Bereich die republikanischen Linien zu durchbrechen, um die Städte Rivas-Vaciamadrid und Arganda del Rey einzunehmen und damit die Versorgung von Madrid über die Nationalstraße III zu unterbrechen. Das vorrangige Ziel der Offensive Francos war es, das westliche Ufer des Jarama mit den angrenzenden Anhöhen von La Marañosa einzunehmen, um dann über die Brücken El puente del Pindoque bei Soto de Pajares und der Brücke Arganda bei der Ortschaft Arganda del Rey nach Madrid vorzurücken. Das André-Marty-Bataillon bezog Stellungen am Jarama bei der Brücke El puente del Pindoque, das Dąbrowski-Bataillon Stellungen im Bereich der Brücke Arganda und das Garibaldi-Bataillon Stellungen bei Soto de Pajares.
Am 11. Februar überquerte eine kleine Gruppe von marokkanischen Kolonialsoldaten der Spanischen Legion unbemerkt den Jarama im Bereich der Brücke El puente del Pindoque. Sie drängten in die Stellungen des André-Marty-Bataillons bei Casas de Pajares ein. Bei diesem Angriff wurde das André-Marty-Bataillon aufgerieben, so dass die Nationalisten die Brücke El puente del Pindoque bei der Ortschaft Soto de Pajares einnehmen konnten. Die nationalistische Kavallerie überquerte unter schwerem republikanischem Sperrfeuer die Brücke. Die nationalistische Kavallerie überrannte die Republikanische Brigade und errichtete einen Brückenkopf. Obwohl die angebrachten Sprengmittel der Brigade an der Brücke detonierten, blieb die Brücke intakt. Die Republikanische Brigade traf bei der Brücke auf den verbliebenen Rest des André-Marty-Bataillons und es versuchte mit der republikanischen Brigade die vordringende Kavallerie aufzuhalten. Bei diesen Kämpfen wurde die Brigade stark dezimiert.
Nach der Einnahme der Brücke von El puente del Pindoque konnten die Nationalisten einen Brückenkopf errichten. Es gelang aber dem Garibaldi-Bataillon der XII. Internationalen Brigade Stellungen auf einer Anhöhe bei Soto de Pajares zu halten. Das Bataillon verhinderte so das weitere Vorrücken der Nationalisten in diesem Frontabschnitt.
Nach der Schlacht am Jarama wurde das André-Marty-Bataillon rekonstituiert. Im Juni 1937 erfolgte die Abspaltung des André-Marty-Bataillon von der XII. Internationalen Brigade. Das Bataillon wurde Teil der 150. Brigade Mixta. Nach der Umgruppierung der XIII. Internationalen Brigade nach der Schlacht von Brunete, aufgrund von Meutereien, kehrte das André-Marty-Bataillon am 4. August 1937 zur XII. Internationalen Brigade zurück.